# يان جيبسون (لاعب كرة قدم)
يان جيبسون (بالإنجليزية: Ian Gibson)‏ (24 يوليو 1956 في المملكة المتحدة - ) هو مدرب كرة قدم ولاعب كرة قدم بريطاني في مركز الوسط. لعب مع دندي يونايتد وريث روفرز وسانت جونستون ونادي بارتيك ثيسل ونادي اربوراث ونادي غرينوك مورتون.

## وصلات خارجية
- يان جيبسون على موقع قاعدة بيانات كرة القدم.إي يو (الإنجليزية)